# Andreia Regina Silva

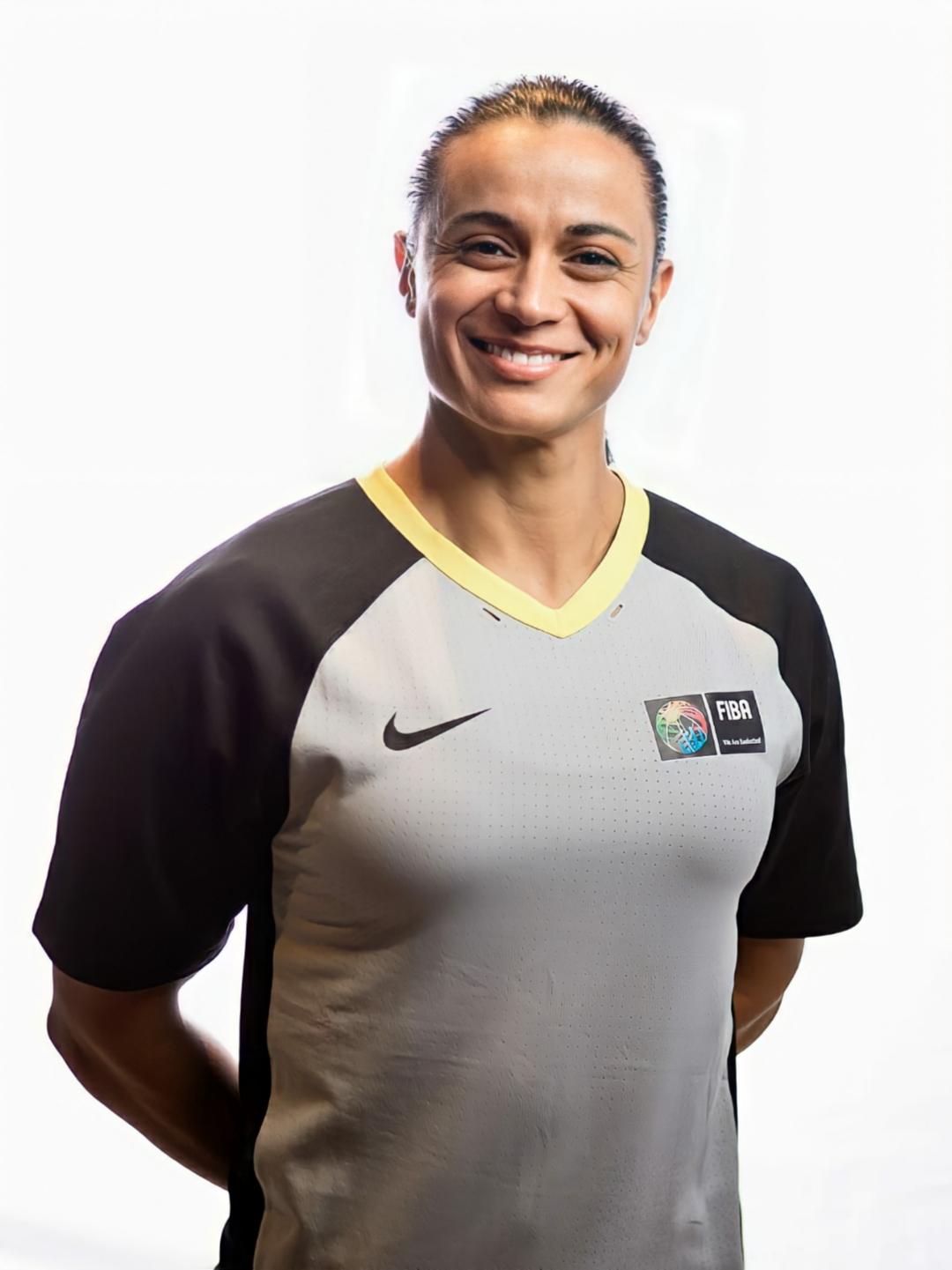
Andreia Regina Silva.

Andreia Regina Silva (Bauru, 30 de novembro de 1979) é uma árbitra brasileira de basquetebol. Pertence ao quadro de árbitros da FIBA.
Natural de Bauru, Andreia jogou basquete na adolescência, apaixonou-se pela modalidade e decidiu tentar a vida como árbitra em São Paulo. Na Capital, porém, teve que lutar contra dificuldades financeiras e chegou a passar fome enquanto lutava para se firmar na profissão.
“Não tinha lugar para ficar, então tive que morar de favor. Fiquei na casa de uma senhora, fazendo faxina em troca de moradia e de comida”, contou Andréia. “Como estava no começo da carreira, não tinha dinheiro para nada. Muitas vezes passei fome ou comia aquele churrasquinho grego com suco. Para pegar ônibus, só passando por baixo da catraca. Eram tempos difíceis”.
O esforço e as privações tiveram recompensa. Integrante do quadro do NBB desde 2010, Andréia foi eleita revelação do torneio na última edição. Em 10 anos de carreira, já apitou a decisão do Nacional feminino e participou de torneios internacionais como árbitra da Fiba. O respeito dentro de quadra, porém, veio somente após superar muito preconceito entre os atletas.

## Carreira
Andreia Regina Silva fez história ao se tornar a primeira mulher do mundo na categoria Black da FIBA.[carece de fontes?]
2003 - Início de arbitragem
2006 - Final Campeonato Nacional Feminino
2007- Final Campeonato Nacional Feminino
2008 - Final Campeonato Nacional Feminino
2009 - Final Campeonato Nacional Feminino Adulto, Final Campeonato Paulista Feminino e Masculino Adulto
2010 - Final Campeonato Nacional Feminino Adulto, Final Campeonato Paulista Feminino e Masculino Adulto. 
2011 - Semi-final NBB - Prêmio "Árbitra Revelação"
2012 -Semi-final NBB - Final Campeonato Paulista Feminino e Masculino Adulto
2013 - Final Campeonato Paulista Feminino e Masculino Adulto
2013 - Copa América masculino Adulto Venezuela
2013 - 2014 - Semi- Final NBB
2014 - Final do Sul-Americano Adulto Masculino. ( Chile x Argentina
2014 - Final do Campeonato Paulista Adulto Masculino . Bauru x Limeira 
2014 - Semi-Final do campeonato Mundial SUB 17 Feminino - República Checa X Espanha . Na cidade de Pilsen - República Tcheca .
2014 - campeonato mundial universitário 3 x 3. ( Salvador - Bahia )
2014/2015 - Final do campeonato Nacional Feminino.
2015 - Liga sul-americana de clubes. Chile - Valparaiso
2014/2015 - Final do campeonato Nacional Masculino NBB
2015 - FINAL DOS JOGOS  UNIVERSITÁRIOS . Olimpíadas Universitárias. Coreia do Sul
2015 - Liga sul-americana adulto Masculino. Mogi das Cruzes - Brasil
2015 - Liga Sul Americana adulto Masculino. Colômbia
2015 - FINAL DO PRÉ-OLÍMPICO ADULTO FEMININO. Canadá X Cuba
2016 - Semifinal . Pre olímpico Mundial adulto Feminino. Nantes- França
2016 Semifinal  NBB Temporada 9. Liga Nacional de Basquete Adulto Masculino.
2016 - Final do Campeonato Nacional Adulto Feminino. 
2017 - Final Copa América Adulto Feminino . Argentina / Buenos Aires
2017 - Semifinal NBB . Temporada 10. Liga Nacional Adulto Masculino. 
2018 - Final da liga Sul-Americana de basquete. 
2018/2019 - Liga das Américas. FIBA
2018/2019 - Qualificação para a copa do mundo de basquete masculino / China 2019
2018 - Mundial Adulto feminino / Espanha- Tenerife; Final da Copa América adulto feminino/ Porto Rico ./ 
2019 3/4 do Panamericano no Peru / adulto feminino. 2019 ; CHAMPIONS LEAGUE-FIBA Adulto masculino- Playoffs. 
2020 - Pré-Olímpico mundial Feminino  na Bélgica
2020 - Americup Masculino - Argentina

## Premiações
Árbitra Revelação NBB 2011
Melhor Árbitra FPB 2017 /2018
Eleita para o melhor trio de arbitragem NBB 2018/2019
Eleita para o melhor trio de arbitragem FPB 2019